# ウォーリー・ジョイナー
ウォレス・キース・ジョイナー（Wallace Keith Joyner，1962年6月16日 - ）は、アメリカ合衆国ジョージア州アトランタ出身の元プロ野球選手（一塁手）。ニックネームは「Wonder Wally」，「Wally World」。

## 経歴

### 現役時代
1983年のMLBドラフトでカリフォルニア・エンゼルスから3巡目（全体67位）に指名を受け、自身の誕生日である6月16日に契約。
1984年はAA級ウォーターベリーで打率.317・12本塁打・出塁率.398を記録。プエルトリコのウィンターリーグにおける1985-86シーズンで、54試合に出場して打率.356・14本塁打・48打点の好成績を挙げ、三冠を獲得。
1986年は開幕メジャー入りを果たし、4月8日のシアトル・マリナーズとの開幕戦に「3番・一塁」で先発出場しデビュー。翌4月9日の同カードでマーク・ラングストンからメジャー初本塁打を放つなど強打を発揮してレギュラーに定着。ルックスの良さも手伝ってたちまちファンの人気者になった。24歳の誕生日だった6月16日のテキサス・レンジャーズ戦では、9回1死まで無安打に抑え込まれていたチャーリー・ハフから安打を放ってノーヒッターを阻止し、その後のサヨナラ勝利に貢献するなど前半戦で打率.313・20本塁打・72打点と抜群の成績を挙げ、ルーキーながらファン投票でオールスターゲームに選出された。前夜に行われたホームランダービーではニューヨーク・メッツのダリル・ストロベリーと同点優勝。8月20日のデトロイト・タイガース戦では、9回2死からウォルト・テレルのノーヒッターを阻止する二塁打を放った。後半戦は打率.257・2本塁打と不調に陥ったが、シーズン通算で打率.290・22本塁打・100打点を記録し、チームの4年ぶりの西地区優勝に貢献。ボストン・レッドソックスとのリーグチャンピオンシップシリーズでは打率.455と活躍するが、第4戦以降は欠場。チームは3勝1敗と王手をかけた後の第5戦で悪夢の逆転負けを喫し、第6・7戦も連敗して3勝4敗で敗退、球団創設以来初のリーグ優勝を逃した。ルーキー・オブ・ザ・イヤーの投票では、33本塁打・117打点を記録したホセ・カンセコとの一騎打ちとなり、12ポイント差で惜しくも受賞を逃した。MVPの投票は8位。オフの日米野球でMLB選抜の一員としてカンセコらと共に来日した。
1987年は5月20日のトロント・ブルージェイズ戦でトム・ヘンキーからサヨナラ本塁打、10月3日のクリーブランド・インディアンス戦で1試合3本塁打を放つなど打率.285・いずれもキャリアハイの34本塁打・117打点・100得点・長打率.528を記録し、MVPの投票で13位に入った。1988年はキャリアハイの176安打を放ったが、本塁打は13に減少した。1991年は自身初の打率3割となる.301・21本塁打・96打点を記録。10月28日にフリーエージェントとなり、12月9日にカンザスシティ・ロイヤルズと契約。
ストライキでシーズンが打ち切られた1994年は打率.311、1995年は打率.310・キャリアハイの出塁率.394を記録。12月21日にビップ・ロバーツとマイナー1選手との交換トレードで、マイナー1選手と共にサンディエゴ・パドレスへ移籍。
1996年は開幕から5試合連続マルチヒットを記録するなど、4月は4割を超える打率をマーク。その後は失速したが、チームは西地区優勝。自身10年ぶりのポストシーズンとなったセントルイス・カージナルスとのディビジョンシリーズでは打率.111に終わり、チームも3連敗で敗退した。1997年はキャリアハイの打率.327、1998年は7月28日のメッツ戦で野茂英雄から本塁打を放った。チームは2年ぶりの地区優勝を果たし、ポストシーズンも勝ち上がって14年ぶりのリーグ優勝。ニューヨーク・ヤンキースとのワールドシリーズでは無安打に終わり、チームも4連敗で敗退した。1999年は打率.248・5本塁打と不本意な成績で、12月22日にブレット・ブーン、ライアン・クレスコ他1選手との交換トレードで、レジー・サンダース、キルビーオ・ベラスと共に故郷のアトランタ・ブレーブスへ移籍。
2000年は前半戦で打率.198・1本塁打と不振だったものの、後半戦で打率.350と復調し、チームも東地区優勝を果たした。カージナルスとのディビジョンシリーズでは3試合全て代打での出場で、チームは3連敗で敗退した。10月30日にフリーエージェントとなり、2001年1月25日に古巣エンゼルスと契約。同年は故障で離脱したモー・ボーンに代わって主に一塁で出場したが、打率.243・3本塁打と不振で誕生日の6月16日に解雇され、そのまま現役を引退した。

### 引退後
2005年11月、現役時代の1998年に当時チームメイトだったケン・カミニティと共にステロイド剤を入手し、短期間ではあるが使用したことを告白した。2年後の2007年12月13日に発表されたミッチェル報告書において、禁止薬物を使用したとして名前が記載された。
2007年7月31日にパドレスの打撃コーチに就任し、2008年まで務めた。
2013年はフィラデルフィア・フィリーズの打撃コーチ補佐を務め、8月のチャーリー・マニエル監督解任及びライン・サンドバーグ監督就任後は一塁コーチに転任となった。
2014年から2016年まではタイガースの打撃コーチを務めた。

## エピソード
通算守備率.994と巧みな守備が持ち味だったが、同時期に一塁手だったニューヨーク・ヤンキースのドン・マッティングリーに阻まれ、ゴールドグラブ賞には縁がなかった。
ルーキーイヤーの1986年、敵地ヤンキー・スタジアムでのヤンキース戦で、試合中に観客席から一塁の守備位置に就いていたジョイナー目がけてナイフが投げ込まれる事件が起こった。幸い左腕に軽傷を負っただけで済んだが、犯人は群衆に紛れて捕まらなかった。
その「報復」とばかりに、エンゼルスの本拠地アナハイム・スタジアムでのヤンキース戦では、ライトスタンドからヤンキースの右翼手デーブ・ウィンフィールドの守備位置付近にゴミが投げ込まれ、その中にはゴム製のナイフのおもちゃが含まれていた。
女性ファンからも絶大な人気を得たが、学生結婚しておりメジャーデビュー時には既に二児の父であった。
前述の通りドラフト指名後のエンゼルスとの契約、ノーヒッターの阻止、エンゼルスから解雇された日はいずれも誕生日である6月16日と、浅からぬ縁があった。

## 詳細情報

### 年度別打撃成績
| 年 度      | 球 団      | 試 合 | 打 席 | 打 数 | 得 点 | 安 打 | 二 塁 打 | 三 塁 打 | 本 塁 打 | 塁 打 | 打 点 | 盗 塁 | 盗 塁 死 | 犠 打 | 犠 飛 | 四 球 | 敬 遠 | 死 球 | 三 振 | 併 殺 打 | 打 率 | 出 塁 率 | 長 打 率 | O P S |
| ---------- | ---------- | ----- | ----- | ----- | ----- | ----- | -------- | -------- | -------- | ----- | ----- | ----- | -------- | ----- | ----- | ----- | ----- | ----- | ----- | -------- | ----- | -------- | -------- | ----- |
| 1986       | CAL        | 154   | 674   | 593   | 82    | 172   | 27       | 3        | 22       | 271   | 100   | 5     | 2        | 10    | 12    | 57    | 8     | 2     | 58    | 11       | .290  | .348     | .457     | .805  |
| 1987       | CAL        | 149   | 653   | 564   | 100   | 161   | 33       | 1        | 34       | 298   | 117   | 8     | 2        | 2     | 10    | 72    | 12    | 5     | 64    | 14       | .278  | .358     | .464     | .822  |
| 1988       | CAL        | 158   | 663   | 597   | 81    | 176   | 31       | 2        | 13       | 250   | 85    | 8     | 2        | 0     | 6     | 55    | 14    | 5     | 51    | 16       | .295  | .356     | .419     | .775  |
| 1989       | CAL        | 159   | 654   | 593   | 78    | 167   | 30       | 2        | 16       | 249   | 79    | 3     | 2        | 1     | 8     | 46    | 7     | 6     | 58    | 15       | .282  | .335     | .420     | .755  |
| 1990       | CAL        | 83    | 358   | 310   | 35    | 83    | 15       | 0        | 8        | 122   | 41    | 2     | 1        | 1     | 5     | 41    | 4     | 1     | 34    | 10       | .268  | .350     | .394     | .744  |
| 1991       | CAL        | 143   | 611   | 551   | 79    | 166   | 34       | 3        | 21       | 269   | 96    | 2     | 0        | 2     | 5     | 52    | 4     | 1     | 66    | 11       | .301  | .360     | .488     | .848  |
| 1992       | KC         | 149   | 633   | 572   | 66    | 154   | 36       | 2        | 9        | 221   | 66    | 11    | 5        | 0     | 2     | 55    | 4     | 4     | 50    | 19       | .269  | .336     | .386     | .723  |
| 1993       | KC         | 141   | 573   | 497   | 83    | 145   | 36       | 3        | 15       | 232   | 65    | 5     | 9        | 2     | 5     | 66    | 13    | 3     | 67    | 6        | .292  | .375     | .467     | .842  |
| 1994       | KC         | 97    | 417   | 363   | 52    | 113   | 20       | 3        | 8        | 163   | 57    | 3     | 2        | 2     | 5     | 47    | 3     | 0     | 43    | 12       | .311  | .386     | .449     | .835  |
| 1995       | KC         | 131   | 550   | 465   | 69    | 144   | 28       | 0        | 12       | 208   | 83    | 3     | 2        | 5     | 9     | 69    | 10    | 2     | 65    | 10       | .310  | .394     | .447     | .842  |
| 1996       | SD         | 121   | 510   | 433   | 59    | 120   | 29       | 1        | 8        | 175   | 65    | 5     | 3        | 1     | 4     | 69    | 8     | 3     | 71    | 6        | .277  | .377     | .404     | .781  |
| 1997       | SD         | 135   | 518   | 455   | 59    | 149   | 29       | 2        | 13       | 221   | 83    | 3     | 5        | 0     | 10    | 51    | 5     | 2     | 51    | 14       | .327  | .390     | .486     | .876  |
| 1998       | SD         | 131   | 494   | 439   | 58    | 131   | 30       | 1        | 12       | 199   | 80    | 1     | 2        | 0     | 3     | 51    | 8     | 1     | 44    | 11       | .298  | .370     | .453     | .824  |
| 1999       | SD         | 110   | 386   | 323   | 34    | 80    | 14       | 2        | 5        | 113   | 43    | 0     | 1        | 0     | 3     | 58    | 6     | 2     | 54    | 8        | .248  | .363     | .350     | .713  |
| 2000       | ATL        | 119   | 260   | 224   | 24    | 63    | 12       | 0        | 5        | 90    | 32    | 0     | 0        | 0     | 4     | 31    | 3     | 1     | 31    | 2        | .281  | .365     | .402     | .767  |
| 2001       | ANA        | 53    | 161   | 148   | 14    | 36    | 5        | 1        | 3        | 52    | 14    | 1     | 1        | 0     | 0     | 13    | 0     | 3     | 18    | 3        | .243  | .304     | .351     | .656  |
| 通算：16年 | 通算：16年 | 2033  | 8115  | 7127  | 973   | 2060  | 409      | 26       | 204      | 3133  | 1106  | 60    | 39       | 26    | 91    | 833   | 109   | 38    | 825   | 168      | .289  | .362     | .440     | .802  |

### 獲得タイトル・表彰・記録
- MLBオールスターゲーム出場：1回（1986年）
- ホームランダービー優勝（1986年）

### 背番号
- 21（1986年 - 1991年，2013年）
- 12（1992年 - 1995年）
- 22（1996年 - 1999年）
- 24（2000年）
- 5 （2001年）
- 29（2007年 - 2008年）
- 8 （2014年 - 2015年）
- 20（2016年）